# Wójtostwo Poduchowne
Wójtostwo Poduchowne – dawna wieś, od 1961 część Kozienic, położona w zachodniej części miasta. Jest to teren słabo zabudowany, o charakterze wiejskim. Rozpościera się w rejonie ulicy Rodzinnej.

## Historia
Wójtostwo Poduchowne to dawniej samodzielna wieś. W latach 1867–1954 należało do gminy Kozienice w powiecie kozienickim w guberni radomskiej. W II RP przynależało do woj. kieleckiego, gdzie 4 listopada 1933 utworzyło gromadę o nazwie Stara Wieś w gminie Kozienice, składającą się ze wsi Wójtostwo Poduchowne i Posiołek.
Podczas II wojny światowej włączone do Generalnego Gubernatorstwa (dystrykt radomski, powiat radomski), nadal jako gromada w gminie Kozienice, licząca 126 mieszkańców.
Po wojnie w województwie kieleckim, jako jedna z 14 gromad gminy Kozienice w reaktywowanym powiecie kozienickim.
W związku z reformą znoszącą gminy jesienią 1954 roku, Wójtostwo Poduchowne włączono głównie do nowo utworzonej gromady Przewóz; południową część wsi Wójtostwo Poduchowne włączono do nowo utworzonej gromady Stara Wieś. 
31 grudnia 1961 gromadę Przywóz zniesiono, a wieś Wójtostwo Poduchowne włączono do Kozienic. Ponieważ tego samego dnia zniesiono także gromadę Stara Wieś a Starą Wieś (łącznie z obszarem należącym przed 1954 do Wójtostwa Poduchownego) włączono do Kozienic, od 1961 cały obszar historycznej wsi znajduje się w granicach miasta.